# Basilique Notre-Dame-des-Miracles de Mayenne
Cette  basilique n’est pas la seule basilique Notre-Dame-des-Miracles.
La basilique Notre-Dame-des-Miracles de Mayenne est une basilique catholique située à Mayenne est un édifice composite des XIIe, XVIe et XIXe siècles.

## Localisation
La basilique est située dans le centre-ville de Mayenne, dans le département de la Mayenne, sur la rive droite et en bordure de la rivière appelée Mayenne.

## Histoire
Cette église a été remaniée à de nombreuses reprises, et seule la façade ouest est d'origine.

### Édifice d'origine
L'édifice d'origine est construit en 1110 en remplacement d'un petit oratoire dédié à sainte Anne. Il est mentionné pour la première fois en 1124 dans une charte de Juhel Ier de Mayenne sous le nom de « mère-église Sainte-Marie. », Parochia Sanctse Mariae matris ecclesiae.
Un mémoire de 1774 la décrit comme suit : « L'église bastie dès avant le XIIe siècle ne consistoit qu'en trois voûtes pour la nef et une pour le chœur avec cul de four, et dans deux autres voûtes formant une croix. Les solides piliers qui soutenoient ces voûtes, étoient en partie renfermés dans les murs collatéraux et servoient d'attente pour achever les ailes. Entre ces piliers étoient placées les vitres peintes qui ont fait l'admiration des connoisseurs et qui ont été reportées sous chaque voûte nouvellement faite. »
Dans les premiers siècles de la paroisse, les seigneurs de Mayenne se désintéressent de l'église ; elle n'est pas leur œuvre. Un incendie semble avoir détruit l'église au milieu du XIe siècle, lors de la prise du château de Mayenne par Guillaume le Conquérant. Après une longue reconstruction de 50 ans, elle est achevée vers 1100.
Vers 1119, l'église est la propriété de Robert Le Paon, prêtre du diocèse du Mans dont dépend à l'époque la Mayenne. Elle est décrite comme étant « en forme de croix, composée seulement d'une nef, chancel et voûtes. » Il la remet partiellement à l'évêque Hildebert de Lavardin qui en investit Fromond, religieux de l'abbaye de Marmoutier et prieur de la paroisse de Saint-Martin de Mayenne. L'autre partie est cédée à un prêtre nommé Jean. Ce dernier était époux et père de famille, comme pouvait l'être par exemple Orscand de Cornouaille, ou encore Sigefroi de Bellême.

### Les Croisés de Mayenne
Une cérémonie aurait eu lieu le 10 avril 1158, dans l'église, à l'occasion du départ pour la Terre Sainte d'une troupe de croisés que Geoffroy, fils de Juhel II de Mayenne, conduisait à sa suite. Cette cérémonie est l'objet d'une controverse historique à la fin du XIXe siècle. La conclusion de cette controverse apportée par l'abbé Angot aboutit à une supercherie historique établie par Jean-Baptiste de Goué, au XVIIe siècle.

### Guerres de religion
Au cours des guerres de Religion, l'église est pillée quatre fois par les protestants et les habitants de la paroisse qui y avaient déposé leurs biens pour les mettre en sécurité, perdirent tout ce qu'ils possédaient.

### Le clocher
Le clocher était originairement sur le pignon comme celui de Saint-Baudelle. Lorsque la nef est reconstruite, en 1535, le nouveau clocher est construit sur la croisée. Il est abattu par la foudre le 28 avril 1554. Il est alors reconstruit. Le clocher est renversé par une tempête le 3 juillet 1611.
La première pierre des bas-côtés est posée en 1635 par le vicaire Jean Le Gros.

### Révolution française
Pendant la Révolution française, le curé Louis-René Lefebvre de Cheverus refuse de prêter serment, tout comme son neveu, vicaire de la paroisse, le futur cardinal Jean Lefebvre de Cheverus. L'église devient un temple de la Raison puis un temple décadaire et la commission révolutionnaire y siège. Le culte est restauré le 16 mai 1803.

### Époque contemporaine
L'église est érigée en basilique mineure par bref apostolique du 15 mai 1900.
L'église a été endommagée par les bombardements de 1944 qui ont notamment détruit les vitraux, les voûtes et le mobilier.

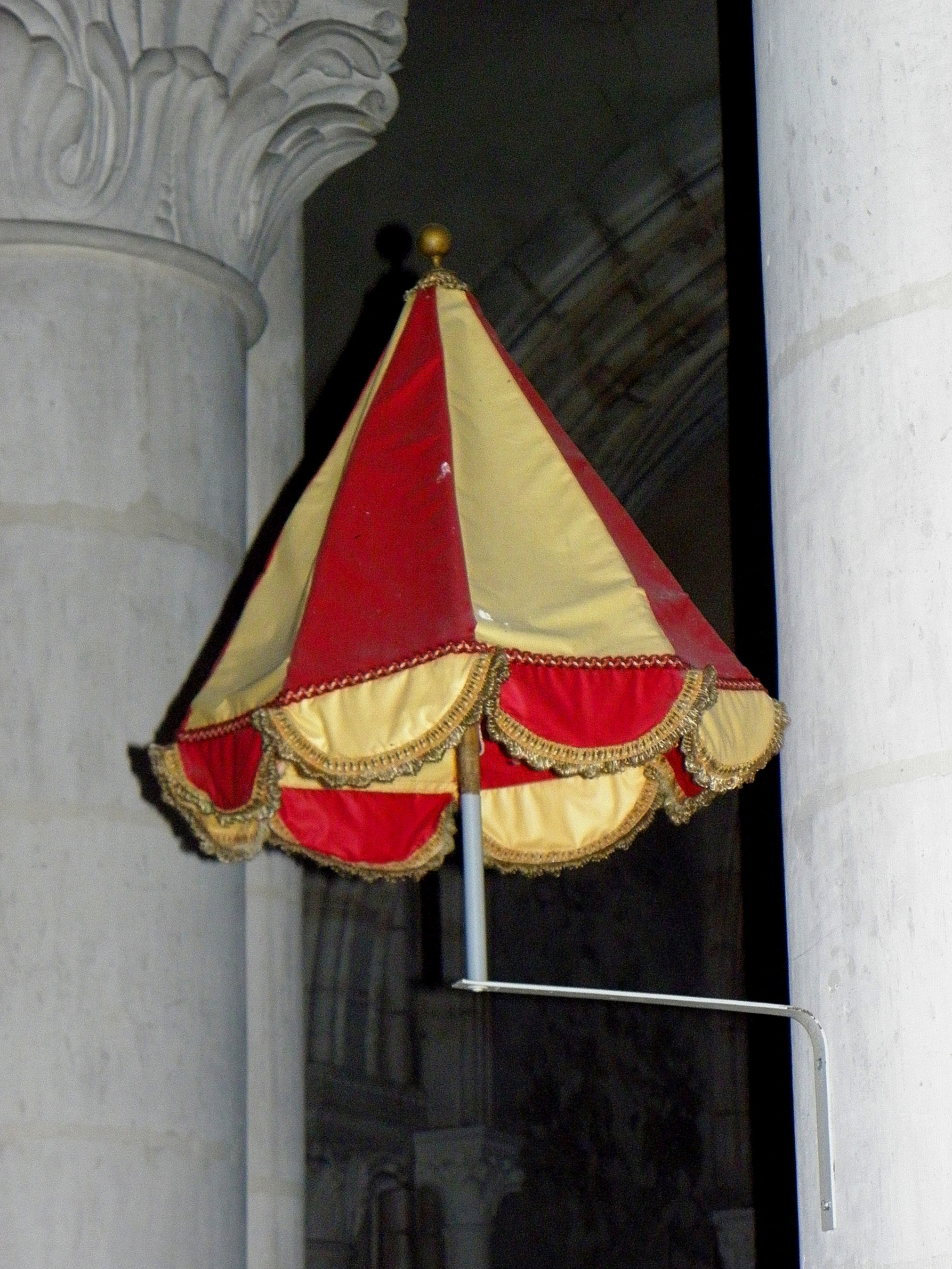
L'ombrellino.
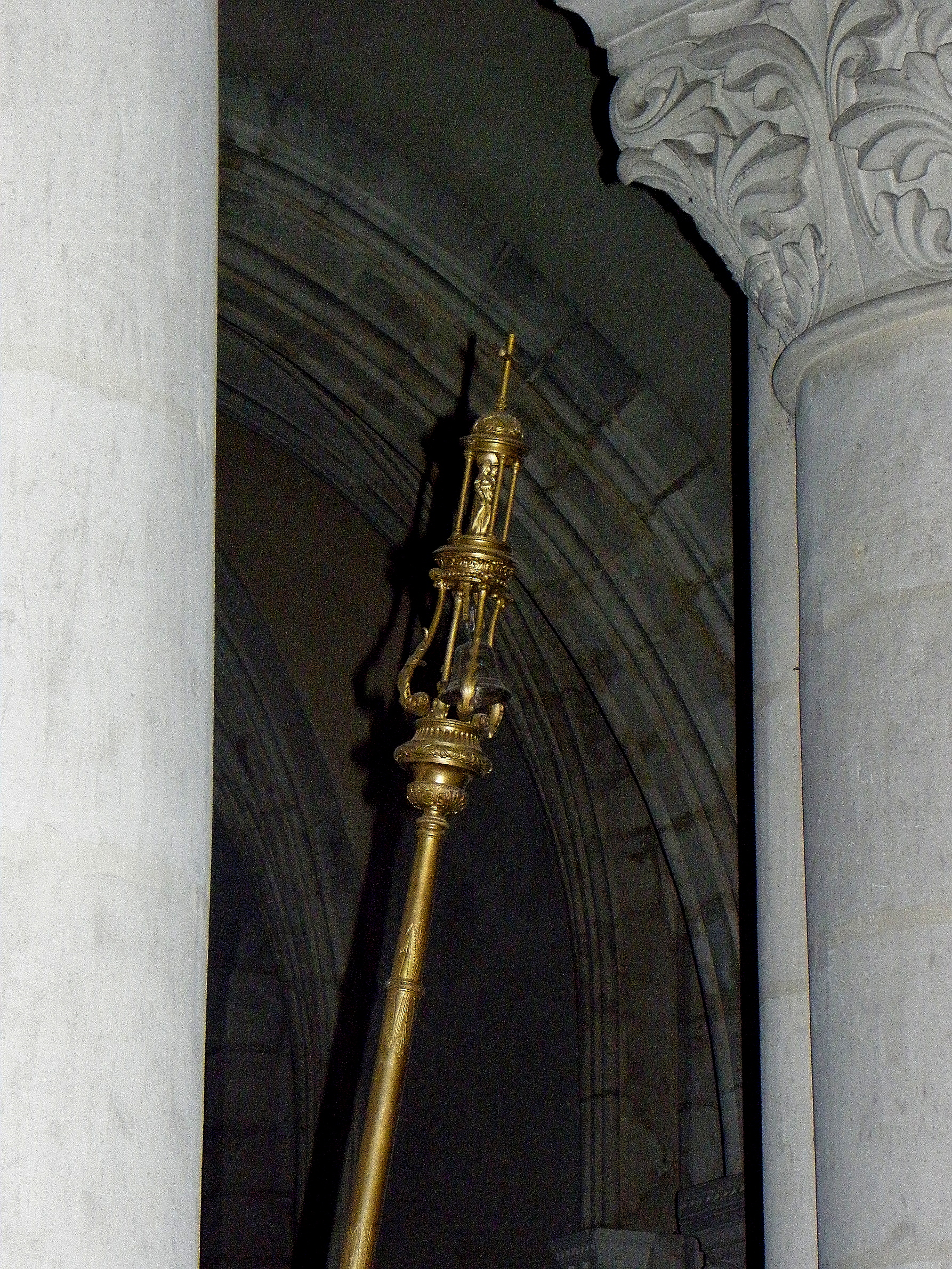
Le tintinnabule.

## Architecture et extérieurs

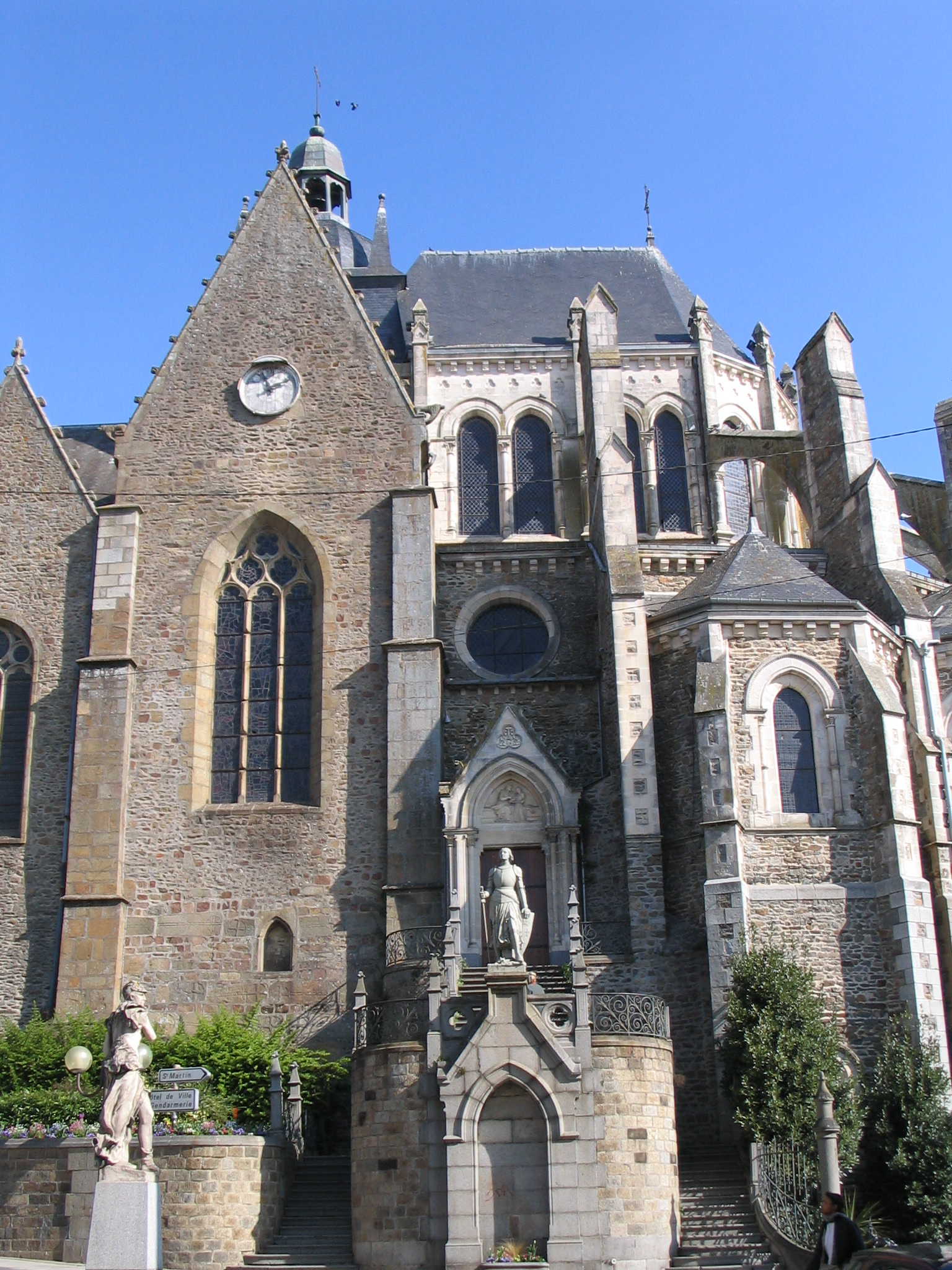
L'escalier et la statue de Jeanne d'Arc.

Le parvis de la basilique est doté d'un escalier monumental surplombé d'une statue de Jeanne d'Arc, laquelle est inaugurée le 18 octobre 1896.

## Intérieur
De l'édifice primitif, l'église actuelle a conservé la partie centrale de sa façade, les piliers et les arcades de la nef et des pierres tombales mérovingiennes.
Les voûtes de la nef et du transept, qui font 14 mètres de haut, sont du XVe siècle, tandis que les bas-côtés sont des ajouts du milieu du XVIIe siècle. À cause de l'irrégularité de la nef, les piliers des bas-côtés sont hétéroclites et disposés sans régularité. Le chœur, qui fait 22 mètres de haut, a été construit entre 1864 et 1890. Inspiré par celui de la cathédrale du Mans, il est disproportionné par rapport au reste de l'église, et une reconstruction totale du reste de l'édifice avait d'ailleurs été envisagée.
Sous la nef, la crypte renferme quatre chapelles.

### Vitraux
Les vitraux d'origine n'ont pas résisté au bombardement du 9 juin 1944. Parmi ceux-ci se trouvaient notamment trois verrières représentant le prophète Jérémie, le roi Salomon et le Couronnement de la Vierge, œuvres dues à Simon et David de Heemsce, peintres verriers établis à Moulay de 1543 à 1567. David de Heemsce peint la scène de l'Annonciation sur la décoration d'une cassette de l'autel de la Vierge Marie dans l'église de Notre-Dame de Mayenne en 1557. Pour la même église, la même année, Simon effectue des réparations sur les vitraux de la Résurrection. Il effectue ensuite d'autres travaux pour la même église en 1560, 1564, et 1567.
Des vitraux peints par le maître-verrier Louis-Charles-Marie Champigneulle étaient également présents.
Après le bombardement de 1944, le maître-verrier Maurice Rocher a dessiné les nouveaux vitraux, lesquels ont été réalisés par les ateliers Barillet de Paris et posés entre 1952 et 1962. Ils représentent les mystères de la vie du Christ et de la Vierge Marie par un triptyque dans l'abside, l'Assomption de Marie, saint Bernard de Clairvaux, saint Pie X et saint Vincent de Paul. Au pied du vitrail dédié à saint Bernard sont représentées l'abbaye de Fontaine-Daniel et l'abbaye de Clermont.

### Notre-Dame des Miracles
L'église renferme une statuette représentant Notre-Dame des Miracles. Datant du XVIe siècle, elle a été donnée à des sœurs de la ville vers 1630 par un cavalier anonyme avec le message « Pleurez, mais espérez ». D'abord conservée dans la chapelle des Calvairiennes où les dons permettaient d'aider les religieuses, elle est conservée par la famille Lemesnager pendant la Révolution puis donnée à l'église en 1897. Elle a fait l'objet d'une grande dévotion jusqu'au XXe siècle.

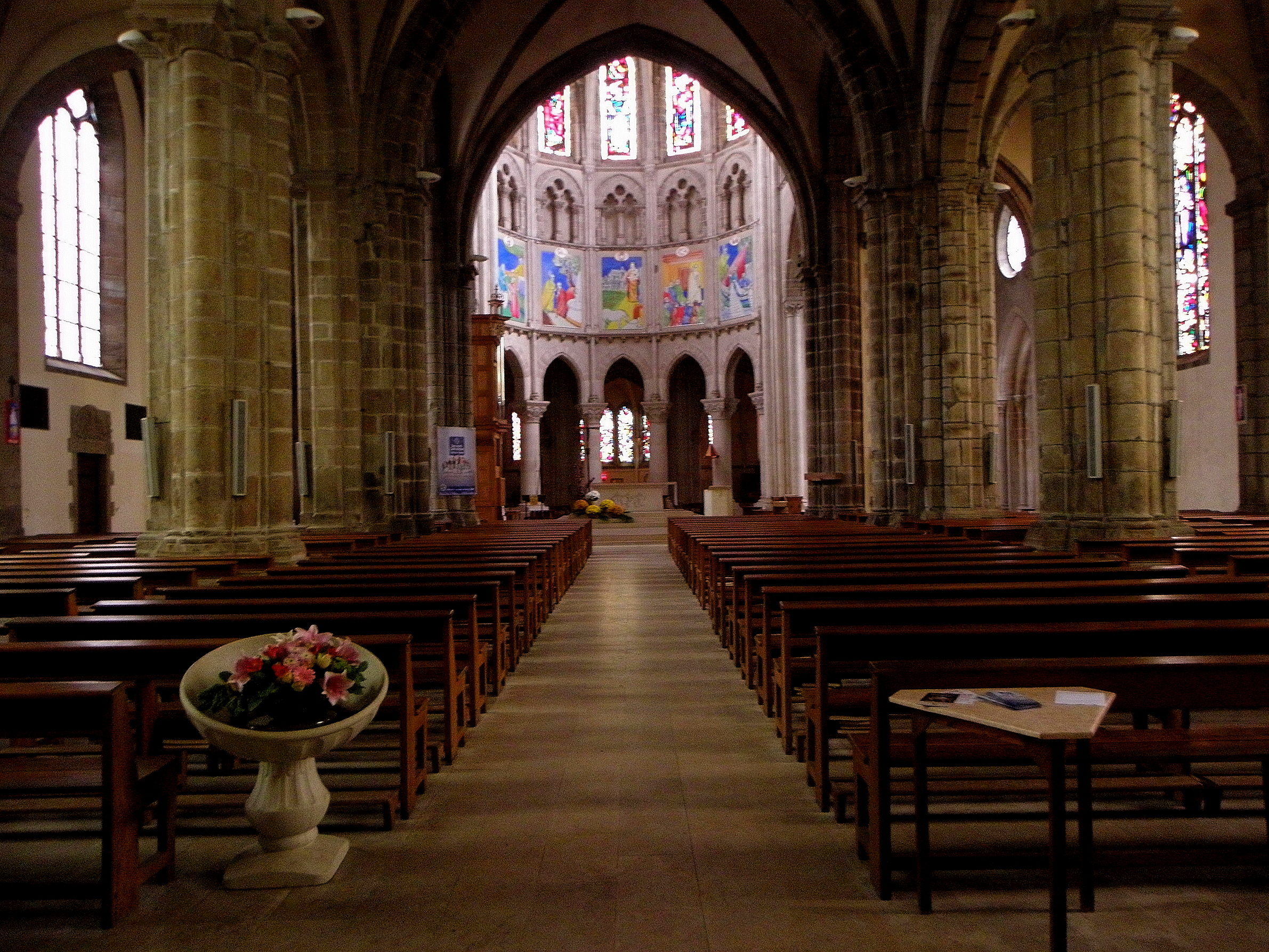
La nef.
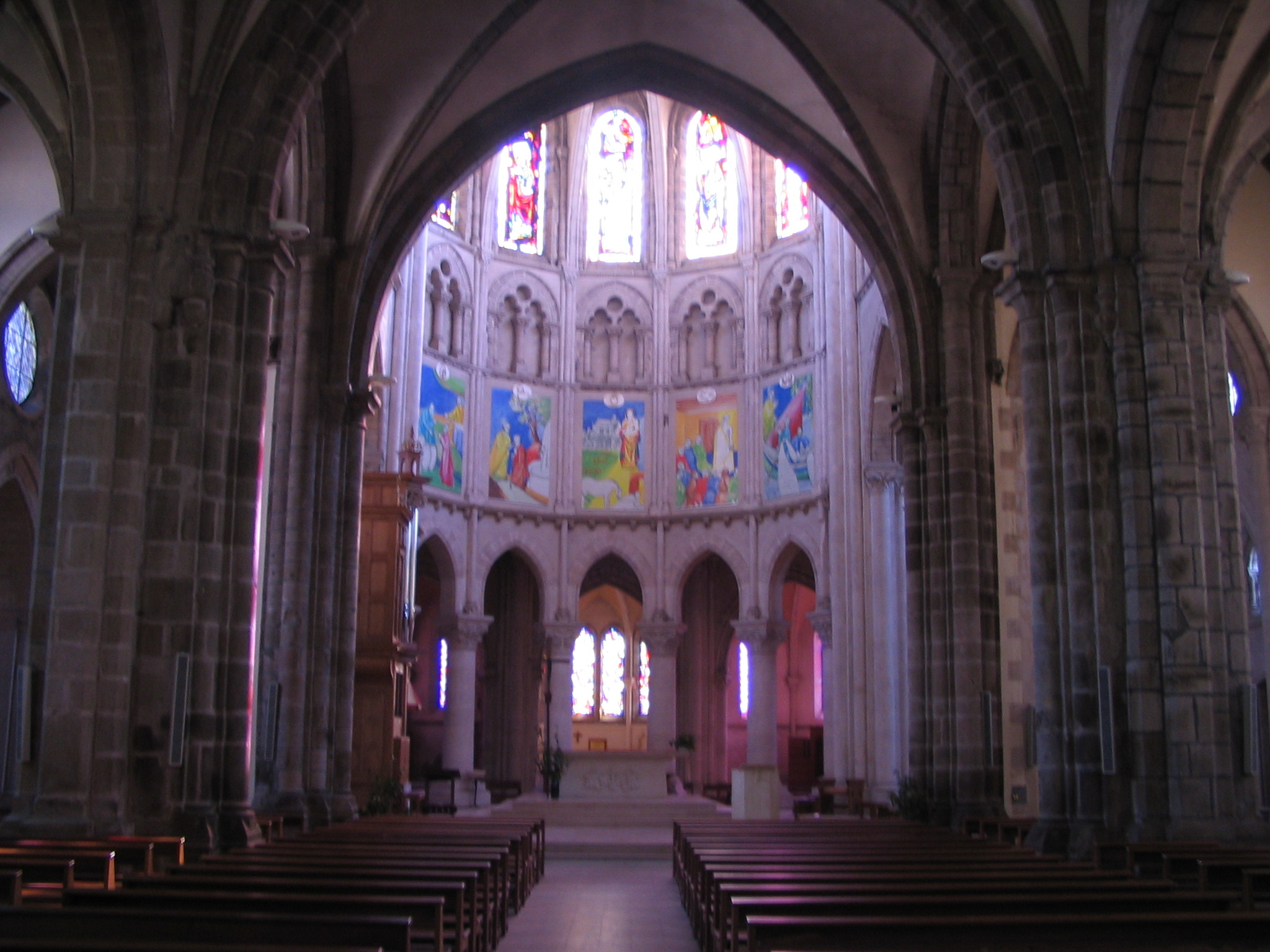
Le chœur.
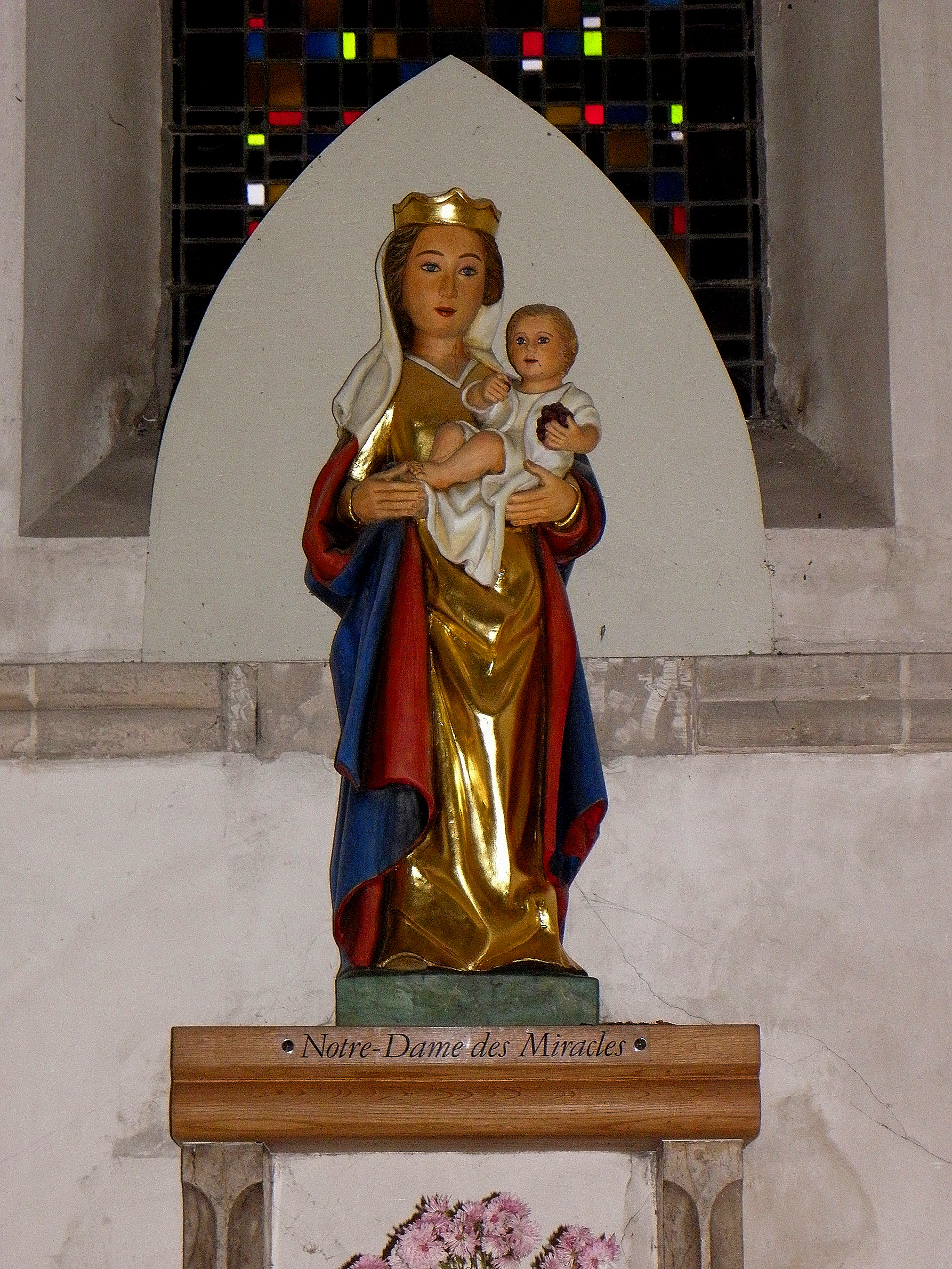
Notre-Dame des Miracles.

### Liens Externes
- [PDF] Basilique Notre-Dame-des-Miracles de Mayenne - Château de Sainte-Suzanne
- Parfum de basiliques | Diocèse de Laval
- Paroisse Notre Dame Saint Martin de Mayenne Moulay - Messe.info
- [PDF] Basilique Notre-Dame-des-Miracles de Mayenne (Histoire et patrimoine) - Centre d'étude et d'action sociale de la Mayenne
- Les vitraux de la basilique Notre-Dame des Miracles